# Aljona Bondarenko
Aljona Wolodymyriwna Bondarenko (ukrainisch Альо́на Володи́мирівна Бондаре́нко; * 13. August 1984 in Kriwoj Rog, damals Ukrainische SSR) ist eine ehemalige ukrainische Tennisspielerin.

## Karriere
Aljona ist die ältere Schwester von Tennisspielerin Kateryna Bondarenko (auch die älteste der Schwestern, Walerija Bondarenko, war Tennisprofi; sie beendete ihre Karriere im Jahr 2008).
Aljona Bondarenko wurde 1999 Profispielerin. Ihr Debüt bei einem Grand-Slam-Turnier gab sie 2005 bei den Australian Open.
Ihren ersten Einzeltitel auf der WTA Tour gewann sie 2006 in Luxemburg bei den FORTIS Championships.
Bei ihrem ersten Turnier im Jahr 2010 gelang ihr der zweite Titelgewinn auf der Tour. Im Finale des Moorilla Hobart International besiegte sie als Nummer 4 des Turniers die an 2 gesetzte Shahar Peer mit 6:2, 6:4.
An der Seite ihrer Schwester Kateryna gewann sie 2008 ihren einzigen Grand-Slam-Titel, als sie die Doppelkonkurrenz der Australian Open mit einem Finalsieg über die Paarung Asaranka/Peer gewannen.
Für die ukrainische Fed-Cup-Mannschaft spielte Aljona Bondarenko von 2002 bis 2010 insgesamt 34 Partien, von denen sie 22 gewinnen konnte.
Auch bei den Olympischen Spielen 2008 in Peking ging sie für die Ukraine an den Start. Im Einzel verlor sie in der zweiten Runde gegen Jelena Janković (die für Serbien am Start war) mit 5:7, 1:6. Im Doppel unterlag sie mit ihrer Schwester der Paarung Yan Zi/Zheng Jie aus China im Spiel um die Bronzemedaille mit 2:6, 2:6.
Beim WTA-Turnier in Moskau im Oktober 2011 hatte Aljona Bondarenko ihren vorerst letzten Auftritt auf der Tour. Ihre Schwester kehrte nach einer Babypause im Frühjahr 2014 auf die Courts zurück.
Nach fast fünfjähriger Pause nahm Bondarenko am 2. August 2016 erstmals wieder an einem Turnier teil. Beim $10.000-Turnier in Tarvis gewann sie ihre Erstrundenpartie gegen Erika Vogelsang mit 2:6, 7:64 und 6:0.

## Turniersiege

### Einzel
| Nr. | Datum              | Turnier       | Kategorie         | Belag             | Finalgegnerin       | Ergebnis      |
| --- | ------------------ | ------------- | ----------------- | ----------------- | ------------------- | ------------- |
| 1.  | 30. Juni 2002      | Fontanafredda | ITF $25.000       | Sand              | Mara Santangelo     | 6:3, 6:0      |
| 2.  | 7. September 2003  | Schukowski    | ITF $25.000       | Sand              | Olha Sawtschuk      | 6:2, 6:3      |
| 3.  | 25. April 2004     | Bari          | ITF $25.000       | Sand              | Kateryna Bondarenko | 2:6, 6:2, 6:4 |
| 4.  | 19. März 2006      | Orange        | ITF $50.000       | Hartplatz         | Yvonne Meusburger   | 6:3, 7:5      |
| 5.  | 1. Oktober 2006    | Luxemburg     | WTA Tier II       | Hartplatz (Halle) | Francesca Schiavone | 6:3, 6:2      |
| 6.  | 16. September 2007 | Charkiw       | ITF $100.000      | Hartplatz         | Wesna Manassijewa   | 6:1, 6:2      |
| 7.  | 16. Januar 2010    | Hobart        | WTA International | Hartplatz         | Shahar Peer         | 6:2, 6:4      |

### Doppel
| Nr. | Datum              | Turnier          | Kategorie         | Belag             | Partnerin           | Finalgegnerinnen                            | Ergebnis       |
| --- | ------------------ | ---------------- | ----------------- | ----------------- | ------------------- | ------------------------------------------- | -------------- |
| 1.  | 17. Juni 2000      | Kędzierzyn-Koźle | ITF $10.000       | Sand              | Walerija Bondarenko | Elena Kovalchuk Olga Lazarchuk              | 6:4, 6:2       |
| 2.  | 19. Oktober 2002   | Joué-lès-Tours   | ITF $25.000       | Hartplatz (Halle) | Walerija Bondarenko | Michaela Paštiková Jasmin Wöhr              | 7:64, 4:6, 6:3 |
| 3.  | 31. Mai 2003       | Warschau         | ITF $10.000       | Sand              | Walerija Bondarenko | Iryna Kuryanovich Olga Lazarchuk            | 6:3, 6:4       |
| 4.  | 6. September 2003  | Schukowski       | ITF $25.000       | Sand              | Walerija Bondarenko | Gjulnara Fattachetdinowa Marija Kondratjewa | 6:76, 6:4, 6:3 |
| 5.  | 3. Juli 2004       | Orbetello        | ITF $75.000       | Sand              | Galina Fokina       | Juliana Fedak Andreea Vanc                  | 6:75, 6:2, 7:5 |
| 6.  | 24. Juli 2004      | Innsbruck        | ITF $50.000       | Sand              | Galina Fokina       | Stanislava Hrozenská Lenka Nemecková        | 6:2, 6:4       |
| 7.  | 25. September 2004 | Batumi           | ITF $50.000       | Hartplatz         | Galina Fokina       | Anna Bastrikowa Irina Kotkina               | 6:2, 6:2       |
| 8.  | 18. März 2006      | Orange           | ITF $50.000       | Hartplatz         | Kateryna Bondarenko | Stéphanie Dubois Lilia Osterloh             | 6:2, 6:4       |
| 9.  | 27. Mai 2006       | Istanbul         | WTA Tier III      | Sand              | Nastassja Jakimawa  | Sania Mirza Alicia Molik                    | 6:3, 7:5       |
| 10. | 26. Januar 2008    | Australian Open  | Grand Slam        | Hartplatz         | Kateryna Bondarenko | Wiktoryja Asaranka Shahar Peer              | 2:6, 6:1, 6:4  |
| 11. | 10. Februar 2008   | Paris            | WTA Tier II       | Teppich (Halle)   | Kateryna Bondarenko | Vladimíra Uhlířová Eva Hrdinová             | 6:1, 6:4       |
| 12. | 19. Juli 2009      | Prag             | WTA International | Sand              | Kateryna Bondarenko | Iveta Benešová Barbora Záhlavová-Strýcová   | 6:1, 6:2       |

## Abschneiden bei Grand-Slam-Turnieren

### Einzel
| Turnier         | 2003 | 2004 | 2005 | 2006 | 2007 | 2008 | 2009 | 2010 | 2011 | Karriere |
| --------------- | ---- | ---- | ---- | ---- | ---- | ---- | ---- | ---- | ---- | -------- |
| Australian Open | Q2   | Q2   | 1    | 1    | 3    | 2    | 3    | AF   | —    | AF       |
| French Open     | Q1   | Q1   | 1    | —    | 2    | 1    | 1    | 3    | 1    | 3        |
| Wimbledon       | Q1   | Q2   | —    | —    | 3    | 2    | 1    | 3    | 1    | 3        |
| US Open         | Q2   | Q3   | 1    | 2    | 3    | 3    | 2    | 3    | 1    | 3        |

Zeichenerklärung: S = Turniersieg; F, HF, VF, AF = Einzug ins Finale / Halbfinale / Viertelfinale / Achtelfinale; 1, 2, 3 = Ausscheiden in der 1. / 2. / 3. Hauptrunde; Q1, Q2, Q3 = Ausscheiden in der 1. / 2. / 3. Runde der Qualifikation; n. a. = nicht ausgetragen

### Doppel
| Turnier         | 2005 | 2006 | 2007 | 2008 | 2009 | 2010 | 2011 | Karriere |
| --------------- | ---- | ---- | ---- | ---- | ---- | ---- | ---- | -------- |
| Australian Open | —    | —    | 2    | S    | 1    | 1    | —    | S        |
| French Open     | —    | AF   | 2    | HF   | 2    | VF   | 1    | HF       |
| Wimbledon       | 1    | —    | —    | —    | —    | 1    | —    | 1        |
| US Open         | —    | 2    | 2    | AF   | 1    | 2    | 2    | AF       |

## Persönliches
Seit 2010 ist Bondarenko mit ihrem Trainer Nikolai Dijatschok verheiratet, seit dem 30. Mai 2015 haben sie einen gemeinsamen Sohn.